# Fístula
En medicina, una fístula es una conexión o canal anormal entre órganos, vasos o tubos. Tal conexión une dos espacios (técnicamente, dos superficies epitelizadas) como los vasos sanguíneos, los intestinos u otros órganos huecos, lo que a menudo resulta en un flujo anormal de líquido de un espacio al otro.
Cuando la conexión anormal ocurre entre dos partes del intestino se conoce como fístula enteroenteral, entre el intestino delgado y la piel se conoce como fístula enterocutánea y entre el colon y la piel como fístula colocutánea.

## Tipos
Existen varios tipos de fístulas o pístulas 
- Ciegas: con un solo extremo abierto.
- Incompletas: con una conexión a la piel, pero sin conexión a un órgano interno.
- Completas: con aperturas tanto externas como internas.
- En herradura: rodea el órgano y lo conecta a la piel.

Aunque la mayoría de las fístulas tienen forma de tubo, algunas tienen varias ramas.
Según el lugar donde se encuentran, o los órganos que se conectan, las fístulas pueden ser:
- Auricular: orificio entre la piel y la parte anterior de la oreja.

- Arteriovenosa: entre una arteria y una vena.

- Biliar: creada durante una cirugía de vesícula biliar para conectar los conductos biliares con la superficie cutánea.

- Cervical: un orificio anormal, ya sea en el cuello o en la nuca.

- Craneosinusal: entre el espacio intracraneano y un seno paranasal.

- Enterovaginal: entre los intestinos y la vagina.

- Fecal o anal: las heces se evacúan a través de un orificio diferente del ano.

- Gástrica: desde el estómago hasta la superficie cutánea.

- Metroperitoneal: entre el útero y la cavidad peritoneal.

- Arteriovenosa pulmonar: en un pulmón se conectan la arteria y la vena pulmonares, permitiendo que la sangre se desvíe del proceso de oxigenación en el pulmón (fístula arteriovenosa pulmonar).

- Umbilical: conexión entre el ombligo y los intestinos.

- Ureogenital: entre los genitales y los riñones.

- Enterocutánea : es una comunicación anormal entre dos superficies epitelizadas, por lo general con tejido de granulación. En SNC son muy infrecuentes.

## Etiología
- Las fístulas gástricas son iatrogénicas en el 80% de los casos, el resto son secundarias a cáncer, irradiación, isquemia, etc. Cuando ocurren por cáncer residual su mortalidad asciende hasta 75%.
- Las fístulas duodenales tienen causa postquirúrgica en el 85% de los casos, y su mortalidad puede llegar al 30%.
- Las fístulas intestinales (yeyuno e íleon) la causa más frecuente es postquirúrgica, del 70-90%: dehiscencia de suturas, cuerpo extraño, traumatismo operatorio y lesiones no reconocidas.